# Villshärad (nordöstra delen)
Villshärad (nordöstra delen) is een plaats in Zweden, in de gemeente Halmstad in het landschap Halland en de provincie Hallands län. De plaats heeft 68 inwoners (2005) en een oppervlakte van 9 hectare.